# Nazionale maschile di pallavolo della Russia
La nazionale maschile di pallavolo della Russia è una squadra europea composta dai migliori giocatori di pallavolo della Russia ed è posta sotto l'egida della Federazione pallavolistica della Russia.

## Rosa
Segue la rosa dei giocatori convocati per il campionato europeo 2021.
| N° | Nome                | Ruolo | Data di nascita  | Squadra               |
| -- | ------------------- | ----- | ---------------- | --------------------- |
| 1  | Jaroslav Podlesnych | S     | 3 settembre 1994 | Dinamo Mosca          |
| 2  | Il'ja Vlasov        | C     | 3 agosto 1995    | Dinamo Mosca          |
| 4  | Artëm Vol'vič       | C     | 22 gennaio 1990  | Zenit-Kazan           |
| 6  | Evgenij Baranov     | L     | 30 giugno 1995   | Dinamo Mosca          |
| 7  | Dmitrij Volkov      | S     | 25 maggio 1995   | Fakel                 |
| 8  | Pavel Tetjuchin     | S     | 22 ottobre 2000  | Belogor'e             |
| 9  | Ivan Jakovlev       | C     | 17 aprile 1995   | Zenit San Pietroburgo |
| 11 | Pavel Pankov        | S     | 14 agosto 1995   | Dinamo Mosca          |
| 18 | Egor Kljuka         | S     | 15 giugno 1995   | Zenit San Pietroburgo |
| 20 | Il'jas Kurkaev      | C     | 18 gennaio 1994  | Lokomotiv Novosibirsk |
| 23 | Kirill Klets        | O     | 15 marzo 1998    | Enisej                |
| 24 | Igor' Kobzar'       | P     | 13 aprile 1991   | Kuzbass               |
| 25 | Fëdor Voronkov      | S     | 10 dicembre 1995 | Zenit-Kazan           |
| 27 | Valentin Golubev    | L     | 3 maggio 1992    | Zenit-Kazan           |

## Risultati

### Competizioni FIVB
| 1964 | non esistente | -            |
| 1968 | non esistente | -            |
| 1972 | non esistente | -            |
| 1976 | non esistente | -            |
| 1980 | non esistente | -            |
| 1984 | non esistente | -            |
| 1988 | non esistente | -            |
| 1992 | non esistente | -            |
| 1996 | 4º posto      | Convocazioni |
| 2000 | 2º posto      | Convocazioni |
| 2004 | 3º posto      | Convocazioni |
| 2008 | 3º posto      | Convocazioni |
| 2012 | 1º posto      | Convocazioni |
| 2016 | 4º posto      | Convocazioni |
| 2020 | 2º posto      | Convocazioni |

| 1949 | non esistente   | -            |
| 1952 | non esistente   | -            |
| 1956 | non esistente   | -            |
| 1960 | non esistente   | -            |
| 1962 | non esistente   | -            |
| 1966 | non esistente   | -            |
| 1970 | non esistente   | -            |
| 1974 | non esistente   | -            |
| 1978 | non esistente   | -            |
| 1982 | non esistente   | -            |
| 1986 | non esistente   | -            |
| 1990 | non esistente   | -            |
| 1994 | 4º posto        | Convocazioni |
| 1998 | 5º posto        | Convocazioni |
| 2002 | 2º posto        | Convocazioni |
| 2006 | 7º posto        | Convocazioni |
| 2010 | 5º posto        | Convocazioni |
| 2014 | 5º posto        | Convocazioni |
| 2018 | 6º posto        | Convocazioni |
| 2022 | non qualificata | -            |

| 2018 | 1º posto        | Convocazioni |
| 2019 | 1º posto        | Convocazioni |
| 2021 | 5º posto        | Convocazioni |
| 2022 | non qualificata | -            |
| 2023 | non qualificata | -            |
| 2024 | non qualificata | -            |

| 1965 | non esistente   | -            |
| 1969 | non esistente   | -            |
| 1977 | non esistente   | -            |
| 1981 | non esistente   | -            |
| 1985 | non esistente   | -            |
| 1989 | non esistente   | -            |
| 1991 | non esistente   | -            |
| 1995 | non qualificata | -            |
| 1999 | 1º posto        | Convocazioni |
| 2003 | non qualificata | -            |
| 2007 | 2º posto        | Convocazioni |
| 2011 | 1º posto        | Convocazioni |
| 2015 | 4º posto        | Convocazioni |
| 2019 | 6º posto        | Convocazioni |
| 2023 | non qualificata | -            |

### Competizioni CEV
| 1948 | non esistente   | -            |
| 1950 | non esistente   | -            |
| 1951 | non esistente   | -            |
| 1955 | non esistente   | -            |
| 1958 | non esistente   | -            |
| 1963 | non esistente   | -            |
| 1967 | non esistente   | -            |
| 1971 | non esistente   | -            |
| 1975 | non esistente   | -            |
| 1977 | non esistente   | -            |
| 1979 | non esistente   | -            |
| 1981 | non esistente   | -            |
| 1983 | non esistente   | -            |
| 1985 | non esistente   | -            |
| 1987 | non esistente   | -            |
| 1989 | non esistente   | -            |
| 1991 | non esistente   | -            |
| 1993 | 3º posto        | Convocazioni |
| 1995 | 5º posto        | Convocazioni |
| 1997 | 5º posto        | Convocazioni |
| 1999 | 2º posto        | Convocazioni |
| 2001 | 3º posto        | Convocazioni |
| 2003 | 3º posto        | Convocazioni |
| 2005 | 2º posto        | Convocazioni |
| 2007 | 2º posto        | Convocazioni |
| 2009 | 4º posto        | Convocazioni |
| 2011 | 4º posto        | Convocazioni |
| 2013 | 1º posto        | Convocazioni |
| 2015 | 6º posto        | Convocazioni |
| 2017 | 1º posto        | Convocazioni |
| 2019 | 5º posto        | Convocazioni |
| 2021 | 7º posto        | Convocazioni |
| 2023 | non qualificata | -            |

| 2004 | 2º posto        | Convocazioni |
| 2005 | 1º posto        | Convocazioni |
| 2006 | non qualificata | -            |
| 2007 | non qualificata | -            |
| 2008 | non qualificata | -            |
| 2009 | non qualificata | -            |
| 2010 | non qualificata | -            |
| 2011 | non qualificata | -            |
| 2012 | non qualificata | -            |
| 2013 | non qualificata | -            |
| 2014 | non qualificata | -            |
| 2015 | non qualificata | -            |
| 2016 | non qualificata | -            |
| 2017 | non qualificata | -            |
| 2018 | non qualificata | -            |
| 2019 | non qualificata | -            |
| 2021 | non qualificata | -            |
| 2022 | non qualificata | -            |
| 2023 | non qualificata | -            |
| 2024 | non qualificata | -            |

### Competizioni zonali
| 2015 | 3º posto | Convocazioni |

### Competizioni estinte
| 1990 | non esistente   | -            |
| 1991 | non esistente   | -            |
| 1992 | non esistente   | -            |
| 1993 | 2º posto        | Convocazioni |
| 1994 | 6º posto        | Convocazioni |
| 1995 | 4º posto        | Convocazioni |
| 1996 | 3º posto        | Convocazioni |
| 1997 | 3º posto        | Convocazioni |
| 1998 | 2º posto        | Convocazioni |
| 1999 | 4º posto        | Convocazioni |
| 2000 | 2º posto        | Convocazioni |
| 2001 | 3º posto        | Convocazioni |
| 2002 | 1º posto        | Convocazioni |
| 2003 | 7º posto        | Convocazioni |
| 2004 | non qualificata | -            |
| 2005 | non qualificata | -            |
| 2006 | 3º posto        | Convocazioni |
| 2007 | 2º posto        | Convocazioni |
| 2008 | 3º posto        | Convocazioni |
| 2009 | 3º posto        | Convocazioni |
| 2010 | 2º posto        | Convocazioni |
| 2011 | 1º posto        | Convocazioni |
| 2012 | 8º posto        | Convocazioni |
| 2013 | 1º posto        | Convocazioni |
| 2014 | 5º posto        | Convocazioni |
| 2015 | 8º posto        | Convocazioni |
| 2016 | 7º posto        | Convocazioni |
| 2017 | 5º posto        | Convocazioni |

| 1993 | non qualificata | -            |
| 1997 | non qualificata | -            |
| 2001 | non qualificata | -            |
| 2005 | non qualificata | -            |
| 2009 | non qualificata | -            |
| 2013 | 2º posto        | Convocazioni |
| 2017 | non qualificata | -            |